# System Wpisów do Ksiąg Wieczystych
 System Wpisów do Ksiąg Wieczystych (SWKW) - jest to system informatyczny wykorzystywany przez orzeczników: sędziów/referendarzy sądowych, do tworzenia, kasowania lub edycji elektronicznych ksiąg wieczystych. Jest on jednym z podsystemów systemu informatycznego Nowa Księga Wieczysta (NKW).

## Zadania SWKW
- zakładanie i prowadzenie elektronicznych ksiąg wieczystych,
- dokonywanie nowych wpisów,
- wykreślanie dotychczasowych wpisów,
- zamykanie ksiąg wieczystych jako czynność techniczna, a więc niemająca charakteru orzeczenia i w rezultacie niepodlegająca zaskarżeniu środkami odwoławczymi.